# Servicio 412 (Corredor Morado)
El servicio 412 es una línea del Corredor Morado, que conecta los distritos de San Juan de Lurigancho y Lima.

## Características
Inició operaciones el 30 de junio de 2016. Su recorrido inaugural, abarcaba desde el sector de Enrique Montenegro hasta el cruce de la avenida Tacna con el jirón Francisco Pizarro, en el distrito del Rímac. En octubre del mismo año, la ruta fue ampliada hasta su actual paradero ubicado en el cruce con el jirón Ica, en el distrito de Lima.
Es el único servicio del Corredor Morado con un recorrido que superpone parcialmente con el Corredor Azul. Circula por el sector de Caja de Agua, y atraviesa los Túneles Santa Rosa y San Martín. Opera con una flota de autobuses de 12 metros.

### Horarios
| Días            | Horario                   |
| --------------- | ------------------------- |
| Lunes a domingo | 05:00 a. m. - 11:00 p. m. |

### Tarifas
Los medios de pago válidos son la tarjeta Lima Pass y la tarjeta del Metropolitano. Asimismo, se acepta dinero en efectivo. 
| Tipo       | Precio  |
| ---------- | ------- |
| General    | S/ 2.80 |
| Estudiante | S/ 1.40 |

## Recorrido
| Ida Tacna     | Avenida Fernando Wiese (esq. Calle Mar de Timor) — Avenida Próceres de la Independencia — Avenida Lima — Avenida Rímac — Túnel San Martín — Prolongación Tacna — Puente Santa Rosa — Avenida Tacna (esq. Nicolás de Piérola) |
| Vuelta Wiesse | Avenida Tacna (esq. Jiron Moquegua) — Puente Santa Rosa — Prolongación Tacna — Túnel Santa Rosa — Avenida Rímac — Avenida Perú — Avenida Próceres de la Independencia — Avenida Fernando Wiese (esq. Calle Mar del Norte)    |

## Paraderos
| N° | Paradero           | Común con   | Conexiones |
| -- | ------------------ | ----------- | ---------- |
| 1  | La Capilla         | 404 405 409 |            |
| 2  | Montenegro         | 404 405 409 |            |
| 3  | Motupe             | 404 405 409 |            |
| 4  | 8 de Mariscal      | 404 405 409 |            |
| 5  | Mariátegui         | 404 405 409 |            |
| 6  | La Cinco           | 404 405 409 |            |
| 7  | La Cuatro          | 404 405 409 |            |
| 8  | Bayóvar            | 404 405     |            |
| 9  | La Quince          | 404 405     |            |
| 10 | Santa Rosa         | 404 405     |            |
| 11 | San Martín         | 404 405     |            |
| 12 | La Ocho            | 404 405     |            |
| 13 | Canto Rey          |             |            |
| 14 | San Carlos         | 404 405     |            |
| 15 | Basadre            | 404 405     |            |
| 16 | Los Postes         | 404 405     |            |
| 17 | La Doce            |             |            |
| 18 | La Hacienda        | 404 405     |            |
| 19 | Celima             | 404 405     |            |
| 20 | Pirámide del Sol   | 404 405     |            |
| 21 | Túpac Amaru        | 404 405     |            |
| 22 | Las Flores         |             |            |
| 23 | Comisaría          |             |            |
| 24 | Losa               |             |            |
| 25 | Túnel              | 303         |            |
| 26 | Alcázar            |             |            |
| 27 | Pizarro            | 303         |            |
| 28 | Ica                | 301 302     |            |
| 29 | Nicolas de Piérola | 305         |            |

| N° | Paradero           | Común con       | Conexiones |
| -- | ------------------ | --------------- | ---------- |
| 1  | Ica                | 303 306         |            |
| 2  | Pizarro            | 301 302 303 306 |            |
| 3  | Alcázar            | 301 302         |            |
| 4  | 15 de Caja de Agua |                 |            |
| 5  | Moquegua           | 303             |            |
| 6  | Próceres           |                 |            |
| 7  | Túpac Amaru        | 404 405         |            |
| 8  | Pirámide del Sol   | 404 405         |            |
| 9  | Celima             | 404 405         |            |
| 10 | La Hacienda        | 404 405         |            |
| 11 | La Doce            |                 |            |
| 12 | Los Postes         | 404 405         |            |
| 13 | Basadre            | 404 405         |            |
| 14 | San Carlos         | 404 405         |            |
| 15 | Canto Rey          |                 |            |
| 16 | La Ocho            | 404 405         |            |
| 17 | San Martín         | 404 405         |            |
| 18 | Santa Rosa         | 404 405         |            |
| 19 | La Quince          | 404 405         |            |
| 20 | Bayóvar            | 404 405         |            |
| 21 | La Cuatro          | 404 405 409     |            |
| 22 | La Cinco           | 404 405 409     |            |
| 23 | Mariátegui         | 404 405 409     |            |
| 24 | 8 de Mariscal      | 404 405 409     |            |
| 25 | Motupe             | 404 405 409     |            |
| 26 | Montenegro         | 404 405 409     |            |
| 27 | Portón             | 404 405 409     |            |

## [1]Enlaces externos
- Wikimedia Commons alberga un mapa interactivo del servicio 412.
- Sitio web de la ATU Archivado el 8 de octubre de 2019 en Wayback Machine.

- Datos: Q56469347

1. ↑  ATU (2024). «Recorrido ruta 412».